# ARA Patria
El ARA Patria, más conocido como crucero liviano Patria, fue un crucero liviano o cañonero-torpedero de la clase Dryad de la Royal Navy modificado. Fue botado en 1893 y asignado en 1894, sirviendo a la Armada Argentina hasta su baja en 1927.

## Historial
Fue adquirido a la firma Laird Brothers y construido en los astilleros Cammel de la localidad de Birkenhead, Inglaterra a un valor de £ 87 000 para reemplazar a la torpedera de alta mar ARA Rosales, gemela de la Espora, que había naufragado frente al Cabo Polonio en 1892.
Su armamento consistía en dos cañones de tiro rápido de 120 mm Armstrong (uno a proa y otro a popa); cuatro cañones de 65 mm de tiro rápido Armstrong; dos cañones de 47 mm Nordenfeldt; dos ametralladoras Nordenfeldt y cinco tubos lanzatorpedos de 45 cm (uno fijo a proa y dos móviles a cada banda).
Con respecto a su blindaje, éste era de acero y protegía el casco, la cubierta corrida, las dos chimeneas y los 15 compartimentos estancos.
Su combustible era el carbón y se colocaba en sus cuatro calderas tipo «locomotora», que alimentaban sus dos máquinas de triple expansión que generaban a su vez una potencia de 3300 HP y le permitían alcanzar velocidades de hasta 20,5 nudos gracias a sus dos hélices.
El buque es botado en 1893, siendo completado en 1894. Ese mismo año zarpa de Inglaterra en noviembre y llega al país al mes siguiente.
Participó de las evoluciones navales de 1895.
Entre enero y febrero de 1902, participó activamente de las grandes maniobras navales realizadas aquel año, formando parte de la 2.ª División de Mar comandada por el contraalmirante Manuel García-Mansilla. En dichas maniobras tomó parte en los ejercicios de bloqueo simulado del Río de la Plata, oportunidad en que recibió un intrépido "ataque" de la torpedera Bouchard.
Más tarde ese mismo año viajó al sur a la Isla de los Estados para cooperar contra la sublevación de los presidiarios del recinto de Puerto Cook, donde inicia la búsqueda de los fugados al mando del teniente de navío Tomás Zurueta.
Hacia el final de su carrera, pasó a desempeñarse como buque hidrográfico, siendo finalmente radiado en 1927 por la Orden General N.º 207 del Ministerio de Marina.